# Глазенап, Богдан Александрович фон
Богда́н Алекса́ндрович фон Глазена́п (нем. Gottlieb Friedrich von Glasenapp; 1811, Лифляндская губерния — 22 ноября [4 декабря] 1892, Висбаден) — русский адмирал (1869), генерал-адъютант, главный командир Черноморского флота, член Адмиралтейств-совета, агент Морского министерства в Швеции, Норвегии и Дании (1855—1856), собиратель материалов по истории флота XVIII—XIX веков.

## Биография
Родился в 1811 году в Лифляндской губернии в семье представителя лифляндского дворянского рода, происходивего из Померании — Александра-Густава (Александр Христофорович) фон Глазенапа (09.08.1777—18.12.1840). Был вторым сыном; его братья: Отто-Александр (1809—1869), Владимир (1812—1895), Павел (1818—1882); сёстры: Иулия, Катарина, Шарлотта, София.
Окончил Морской кадетский корпус с производством 27 февраля 1826 года в мичманы. В 1826—1829 годах на шлюпе «Сенявин» принял участие в кругосветной экспедиции адмирала Фёдора Литке. По окончании плавания награжден орденом Св. Анны III-й степени и пенсией по чину; 30 сентября 1829 года назначен адъютантом дежурного генерала Главного морского штаба. В кампанию 1830 год на корабле «Кронштадт» крейсировал в Финском заливе.

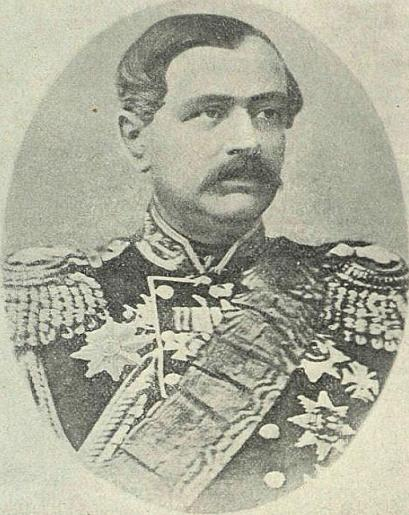
Генерал-адъютант Богдан Александрович фон Глазенап

В 1831 году участвовал в подавлении Польского восстания и за отличие был произведён 25 июля в лейтенанты, награждён орденом Св. Владимира IV-й степени с бантом, золотой саблей с надписью «За храбрость», знаком «Virtuti Militari» IV-й степени и серебряной медалью «За взятие штурмом Варшавы».
В 1833 году будучи лейтенантом флота награждён орденом Святого Георгия 4-го класса «За беспорочную выслугу, в офицерских чинах, 18-ти шестимесячных морских кампаний»; 16 мая 1834 году был назначен адъютантом начальника ГМШ князя А. С. Меншикова; 22 сентября 1837 года произведён в капитан-лейтенанты.
В 1841 году командовал бригом «Казарский», в следующем году — корветом «Львица», в 1843 году — фрегатом «Екатерина» и в 1845—1846 годах — корветом «Князь Варшавский». В 1844 году Глазенап был произведён в чин капитана 2-го ранга, а в 1846 году — в чин капитана 1-го ранга. В 1848—1849 годах занимал должность главного редактора журнала «Морской сборник».
В 1858—1860 годах — командир Архангельского порта и военный губернатор в Архангельске. В 1858 году при Высочайшем посещении Архангельска был назначен генерал-адъютантом.
В 1860—1869 годах — главный командир Черноморского флота и военный губернатор Николаева; 24 апреля 1861 года был произведён в вице-адмиралы. По его ходатайству Высочайшим повелением с 1 июля 1862 года был открыт Коммерческий порт для захода иностранных судов с открытием таможни 1-го класса, а город — для приезда и жизни иностранцев. В связи с этим в городе были учреждены иностранные консульства. В 1869 году произведён в чин адмирала.
С 8 марта 1865 года состоял заведующим учебными заведениями Министерства народного просвещения в Николаеве.
Действительный член Русского географического общества с 19 сентября 1845 года.
С 1870-х годов по инициативе Глазенапа в Николаеве появилось несколько гимназий для мальчиков.

## Награды
- Орден Святого Владимира 4-й степени с бантом (01.07.1831)
- Польский знак отличия за военное достоинство 4-й степени (1831)
- Золотая сабля «За храбрость» (30.03.1832)
- Орден Святого Георгия 4-й степени (за 18 морских кампаний) (23.12.1833)
- Орден Святого Станислава 2-й степени (31.07.1835)
- Орден Святой Анны 2-й степени (1839, императорская корона 1841)
- Знак отличия беспорочной службы XV лет (22.08.1842)
- Орден Святого Владимира 3-й степени (1849)
- Орден Святого Станислава 1-й степени (1855)
- Орден Святой Анны 1-й степени (1856)
- Орден Святого Владимира 2-й степени с мечами (1864)
- Орден Белого орла (1866)
- Орден Святого Александра Невского
- Алмазные знаки к ордену Святого Александра Невского
- Орден Святого Владимира 1-й степени (1883)

- Медаль «За взятие приступом Варшавы» (1831)
- Медаль «В память войны 1853-1856 гг.» (1856)
- Золотая медаль за труды по освобождению Черноморских Адмиралтейских поселян (1862)
- Крест «За службу на Кавказе» (1864)

Иностранные
- Прусский орден Святого Иоанна Иерусалимского (1836)
- Прусский орден Красного орла 3-й степени (1836)
- Шведский орден Меча командорский крест (1850)
- Нидерландский орден Нидерландского льва (1841)
- Нидерландский орден Дубовой короны 1-й степени (1857)
- Неаполитанский орден Франциска I командорский крест 3-й степени (1846)
- Французский орден Почётного легиона командорский крест (1846)
- Датский орден Данеброг командорский крест (1849)
- Датский орден Данеброг почётный знак (1850)

## Семья
Жена (с 19 января 1839) — Эмилия Антоновна фон Моллер (1819—1880), дочь морского министра А. В. Моллера и сестра живописца Ф. А. Моллера. По словам Н. И. Пирогова, была «особа необыкновенно впечатлительная и притом увлекающаяся донельзя и рассеянная. Страстно любила музыку, сама играла и пела, но в пение она вкладывала, увлекаясь, столько чувства, что искусство её казалось для постороннего человека чем-то напускным, неестественным, пересоленным. Очень любившая отца, после его смерти она впала в нервно-истерическое состояние, заставлявшее её поминутно плакать» и по предписанию врачей проходила курс лечения в Ревеле. В период губернаторства мужа в Николаеве принимала активное участие в общественной жизни города. По её инициативе в 1863 году в городе была открыта первая народная школа грамотности, состояла председательницей Женского благотворительного общества. Скончалась 3 октября 1880 года в Дерпте без потомства.

## Память
- В честь Б. А. Глазенапа в 1828 году была названа гавань на юго-западном окончании острова Аракамчечен в Беринговом проливе (Берингово море, пролив Сенявина; гавань была нанесена на карту в 1828 году мичманом Б. А. Глазенапом и тогда же названа Фёдором Петровичем Литке по фамилии исследователя[10]).